# Бахадур и Сона

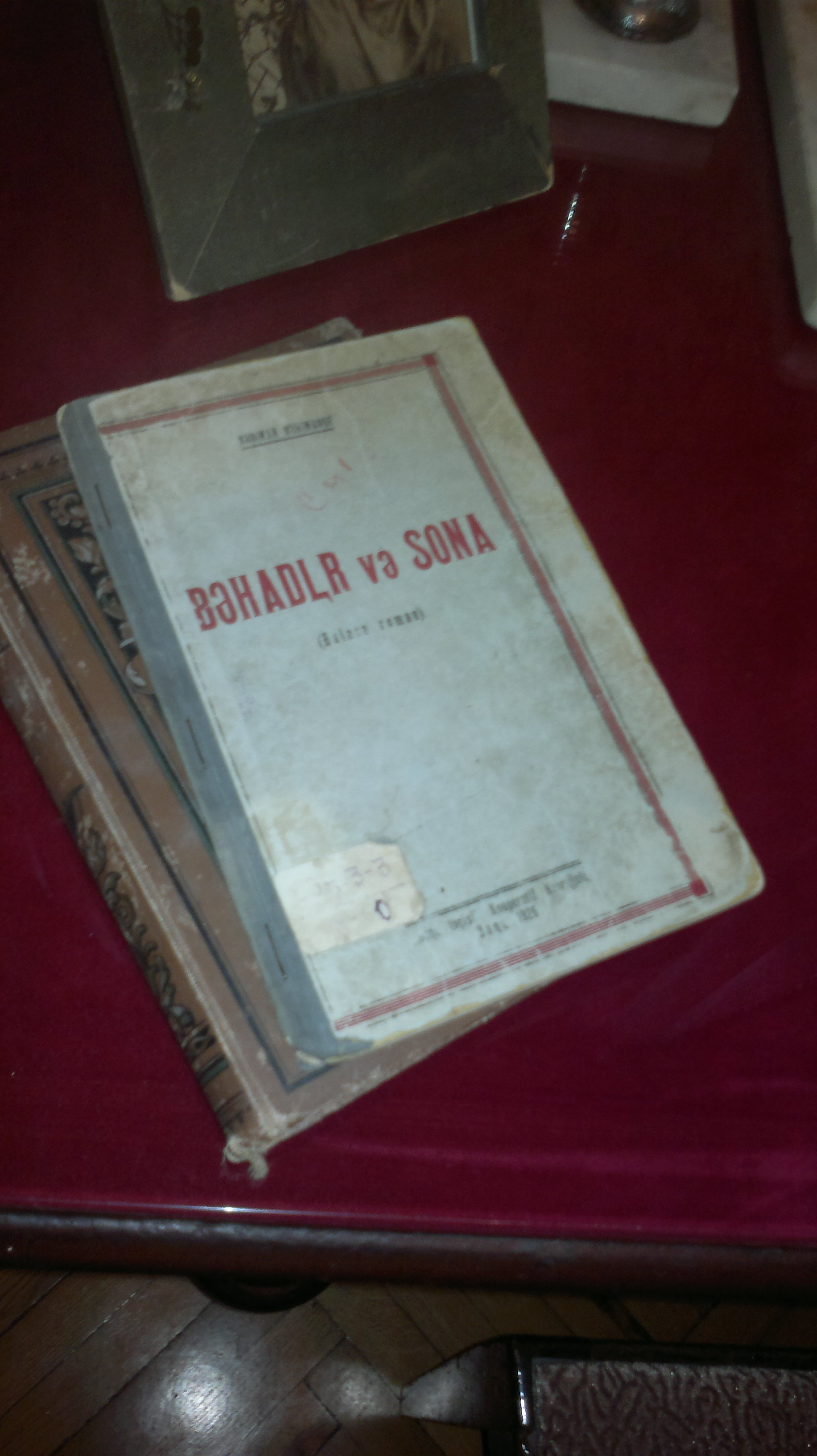
Издание 1920-х гг. Дом-музей Н. Нариманова в Баку

«Бахадур и Сона» (азерб. Bahadır və Sona) — небольшой роман азербайджанского писателя Наримана Нариманова, написанный в 1896—1898 гг. и повествующий о трагической любви азербайджанца Бахадура и армянки Соны.

## История
31 января (12 февраля) 1896 года Нариманов обратился с прошением в Кавказский цензурный комитет о разрешении издать роман на азербайджанском языке. В мае этого же года в Баку была издана первая часть романа «Бахадур и Сона». Также в это время книга была напечатана в переводе на армянский язык в тифлисском журнале «Мурч» («Молот»). Армянский писатель Вртанес Папазян в предисловии к переводу писал, что «Нариманов — публицист, писатель, человек с великолепными стремлениями и энергией, который поклялся посвятить себя делу развития и просвещения своего народа»
В январе 1899 года в Баку была издана вторая часть романа. А 21 сентября (4 октября) 1914 года Нариманов заканчивает работу над пьесой «Бахадур и Сона». 21 сентября (4 октября) 1915 года Нариманов осуществляет в Шемахе постановку пьесы. 24 ноября (7 декабря) 1915 года Нариманов обратился с прошением в Кавказский цензурный комитет о разрешении постановки пьесы «Бахадур и Сона». Разрешение было получено 18 декабря (31 декабря) 1915 года.

## Отзывы критики
Литературовед Мамед Ариф отмечал, что в этом романе Нариманов впервые в азербайджанской прозе раскрыл националистические предрассудки как причину трагедии молодых людей (азербайджанца Багадура и армянки Соны), искренне полюбивших друг друга, но погибших, не преодолев «искусственно созданных людьми пропастей, разъединяющих их».
Согласно БСЭ, в романе «Бахадур и Соня» Нариманов показал, как «искусственно разжигавшаяся национальная рознь мешала естественной дружбе армянского и азербайджанского народов».

## Опера
В 1961 году азербайджанский композитор Сулейман Алескеров на основе романа создал оперу «Бахадур и Сона». Либреттисты Шихали Курбанов и Афрасияб Бадалбейли переработали произведение в соответствии с требованиями оперной специфики. К примеру, была введена сцена в доме гянджинского богача (второй акт), характеризующая нравы «высшего общества».

## Похожая тема в литературе
- «Асли и Керем» — анонимный дастан о любви азербайджанца Керема и армянки Асли.
- «Красное покрывало» — рассказ А. Бестужева о любви азербайджанки к русскому офицеру.
- «В 1905 году» — пьеса Джафара Джаббарлы, повествующая о любви азербайджанца Бахши и армянки Соны.
- «Романтическая история» — рассказ Стефана Зорьяна о любви азербайджанца Али и армянки Катарине.
- «Али и Нино» — роман Курбана Саида о любви азербайджанца Али и грузинки Нино.